# Philip Kuub Olsen
Philip Kuub Olsen (født 26. april 2007 i Sverige) er en ung svensk skuespiller, mest kendt for sin rolle som drengen Arvid Löwander i tv-serien Familien Löwander og for sin medvirken i den svenske udgave af ungdomsserien Klassen.
I 2018 vandt han Frame Filmfestival-juryens årspris for Bedste skuespiller i alle kategorier, idet juryen ”var overvældet af denne stjernes udstråling og empati”. Han går i 9. klasse og er bosiddende i Göteborg.

## Filmografi (udvalg)
- 2022 - Lärarlyftet (kortfilm) – Edvin
- 2021 - Sagan om Karl-Bertil Jonssons Julafton - Oskar
- 2021 - Gungfly (kortfilm) – Kalle
- 2021 - Klassen (tv-serie) – Svante
- 2020 - Hållbart Professionell (kortfilm) - Edvin
- 2020 - The Drowning Goat (kortfilm) – lillebroren
- 2019 - Quick – Johan Asplund
- 2018 - Skoldiscot (kortfilm) – Kevin
- 2017-2020 - Familien Löwander (tv-serie) – Arvid Löwander